# Lorentzweiler
Lorentzweiler (luxembourgsk: Luerenzweiler) er en kommune og et byområde i storhertugdømmet Luxembourg. Kommunen, som har et areal på 17,45 km², ligger i kantonen Mersch i distriktet Luxembourg. I 2005 havde kommunen 3.023 indbyggere.
49°42′N 6°09′Ø / 49.7°N 6.15°Ø